# 청년 이탈리아당

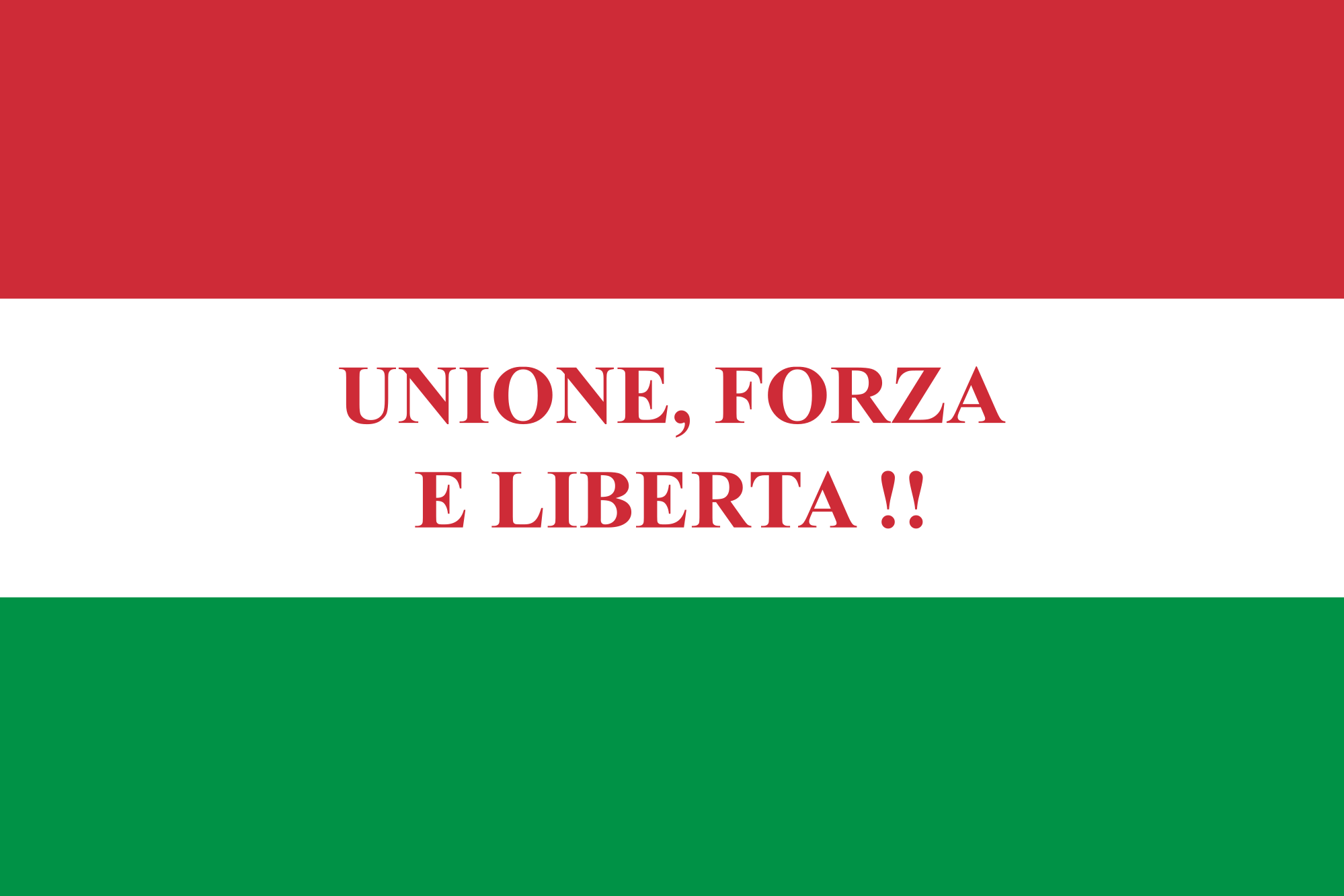

청년 이탈리아당(이탈리아어: La Giovine Italia)은 1831년, 주세페 마치니가 지도한 이탈리아의 독립과 통일을 목적으로 한 결사(結社)이다. 마치니는 망명 중, 카르보나리당에 의한 1831년 혁명의 실패를 반성하여, 이탈리아의 혁명은 소수의 혁명가나 그룹의 단순한 정치운동이 아닌, 일반 민중에 뿌리 박은 것이어야 한다고 생각하고, 신에 대한 신앙과 인간성에 대한 확신에 의해 청년 이탈리아당을 창설하였다. 공화주의와 통일주의를 내걸고 게릴라 전법으로써 외국의 지배에 항거하였고, 기관지를 발간하여 이탈리아 민중에게 커다란 감명을 주었다. 1833년에는 당조직이 이탈리아 각지에 확대되어 당원 수는 6만을 헤아리게 되었다. 그는 이듬해에 청년 유럽당을 조직하여 독일·폴란드·스위스에서도 민족주의적 운동을 고무함으로써 유럽의 혁명적 기운 형성에 중요한 역할을 했다.

## 같이 보기
- 카르보나리
- 리소르지멘토